# Slag bij Agnadello

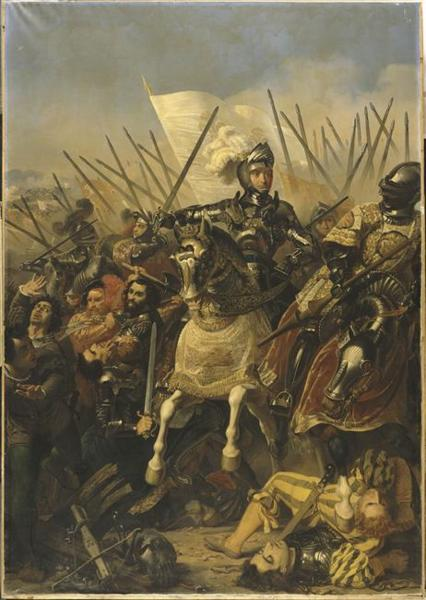
De slag bij Agnadello

De Slag bij Agnadello vond plaats op 14 mei 1509 bij het dorpje Agnadello. Troepen van koning Lodewijk XII van Frankrijk stonden tegenover huurlingen van de republiek Venetië onder aanvoering van Bartolomeo d'Alviano. De slag vond plaats in de eerste fase van de Oorlog van de Liga van Kamerijk, een van de Italiaanse Oorlogen (1494-1559). Lodewijk XII won de slag en wist hiermee het gebied van Lombardije te veroveren.

## De Italiaanse Oorlogen (1494-1559)
Tussen 1494 en 1559 woedden er oorlogen in en rond Italië. De aanleiding voor de conflicten waren dynastieke conflicten rondom het hertogdom Milaan en het koninkrijk Napels, maar al snel ontspoorden deze conflicten in een serie oorlogen over aanspraken op verschillende delen van Italië waarbij allerlei Europese landen betrokken raakten. Landen als koninkrijk Frankrijk, Spanje, het Heilige Roomse Rijk, Engeland, Schotland, de Pauselijke Staat en de Italiaanse stadstaten voerden een machtsstrijd waarbij allianties net zo snel uiteenvielen als ze gevormd werden en verraad aan de orde van de dag was.

## De Oorlog van de Liga van Kamerijk (1508-1516)
Een van de grote conflicten van de Italiaanse Oorlogen was de Oorlog van de Liga van Kamerijk. Frankrijk, de Pauselijke Staat en de republiek Venetië bevochten elkaar in wisselende allianties, waarbij ook Spanje, het Heilige Roomse Rijk, Engeland, Schotland, de hertogdommen van Milaan en Ferrara en Zwitserland bij waren betrokken. Paus Julius II probeerde in 1508 een einde te maken aan de groeiende invloed van Venetië in het noorden van het Italiaanse schiereiland. Een goede aanleiding om Venetië in te laten binden kwam toen de stadstaat haar eigen kandidaat aanwees als bisschop van Vicenza. Hoewel de paus normaliter de bisschoppen benoemde, was het de gewoonte geworden dat Venetië eigen kandidaten naar voren schoof. De paus vatte het besluit van Venetië echter op als een persoonlijke provocatie en riep alle christelijke landen op om de republiek op de knieën te dwingen. Op 10 december 1508 sloten vertegenwoordigers van de paus, Frankrijk, het Heilige Roomse Rijk en Ferdinand II van Aragón de Liga van Kamerijk tegen de Republiek Venetië. Frankrijk dat na de tweede Italiaanse Oorlog in bezit was gekomen van het Hertogdom Milaan, zocht naar uitbreiding van haar Italiaanse bezittingen en richtte zich op Brescia, Crema, Bergamo en Cremona.

## Proloog

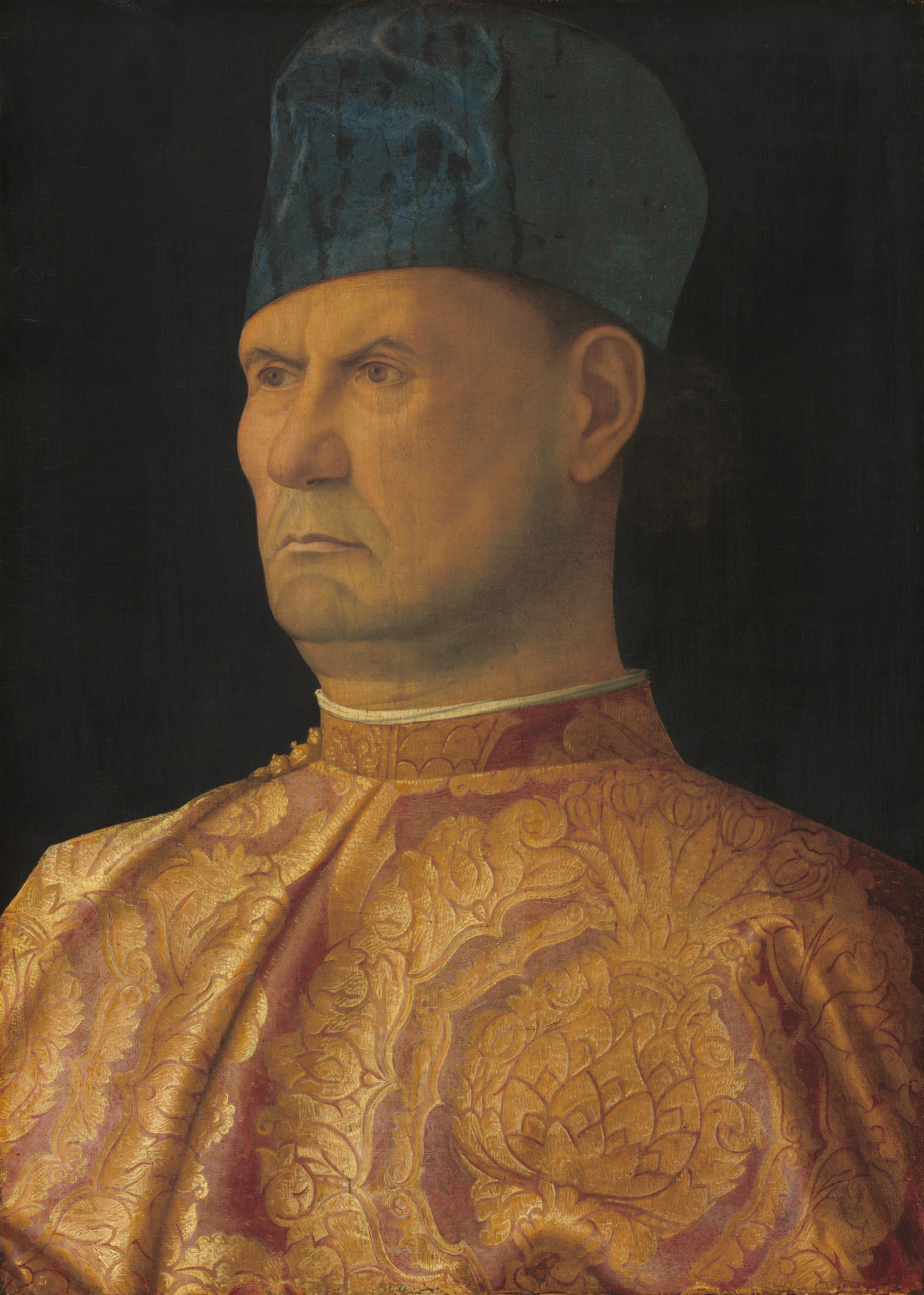
Bartolomeo d'Alviano

Koning Lodewijk XII van Frankrijk voegde de daad bij het woord en op 15 april 1509 trok hij met een Frans leger van Milaan op tegen Venetië. De republiek had een huurlingenleger samengesteld dat onder commando stond van Bartolomeo d'Alviano en Niccolò di Pitigliano en was samengetrokken bij Bergamo. Beide commandanten wilden geen directe confrontatie met de Fransen aangaan en hielden het bij lichte schermutselingen. Ze trokken langzaam terug op het Venetiaanse grondgebied en lieten Lodewijk op 9 mei de rivier de Adda bij Cassona d’Adda oversteken. D’Alviano en Pitigliano sloegen hun kamp op bij Treviglio en probeerden een gezamenlijke strategie te vinden om de Franse koning te verslaan. Pitigliano wilde een directe confrontatie voorkomen en d’Alviano wilde juist de Fransen rechtstreeks aanvallen. Uiteindelijk besloten ze terug te trekken naar de rivier de Po en daar de Fransen op te wachten.

## De slag
Op 14 mei werd het leger van d’Alviano tegengehouden door een deel van het Franse leger onder commando van Charles II d'Amboise de Chaumont bij het dorpje Agnadello. De circa achtduizend huurlingen van Venetië stelden zich op bij een heuvelkam achter de wijngaarden van Agnadello. Hiermee maakte d’Alviano een goed gebruik van het terrein. De Fransen die moesten aanvallen, moesten heuvel op terwijl het goot van de regen. Al snel waren alle slootjes die door de wijngaarden liepen overvol en modderig. Desondanks viel De Chaumont aan, eerst met zijn cavalerie en later met zijn piekeniers.
De troepen van d’Alviano hielden stand en sloegen aanval na aanval af. De verdedigers wisten, dat het een kwestie van tijd was voor de rest van het Franse leger zou verschijnen en d’Alviano zond een koerier op weg naar Pitigliano met een verzoek om hulp. Het huurlingenleger van de laatste was inmiddels verschillende kilometers verwijderd van het slagveld bij Agnadello en trok nog altijd zuidwaarts. Pitigliano hield zich aan zijn orders om geen rechtstreekse confrontatie met het Franse leger aan te gaan en stuurde een bericht naar d’Alviano met de mededeling dat deze zich ook moest terugtrekken. In Agnadello begon de situatie echter nijpend te worden voor de Venetiaanse huurlingen. Lodewijk XII was aangekomen op het slagveld. Nu stond het complete Franse leger tegenover de huurlingen van d’Alviano en al snel was de laatste van drie kanten ingesloten. Na verscheidene uren vechten braken de Venetiaanse linies, hun cavalerie vluchtte in paniek, d’Alviano raakte gewond en werd al snel gevangengenomen. Hierna volgde een slachting onder de huurlingen, meer dan vierduizend man, de helft van d’Alviano’s leger werd gedood.

## Gevolgen
Het nieuws van de verloren slag bereikte Pitigliano in de avond. Toen zijn troepen het nieuws in de vroege morgen hoorden begonnen zij massaal te deserteren. In de ochtend vluchtte Pitigliano met het restant van zijn leger naar Treviso en Venetië. Lodewijk XII zette zijn opmars voort en bezette de rest van Lombardije.